# Estadio Vero Boquete de San Lázaro
O Estádio Vero Boquete de San Lázaro (antigo Multiusos de San Lázaro) é um estádio de futebol da Espanha, situado em Santiago de Compostela, na Galiza. Tem uma capacidade para abrigar 16.666 torcedores.

## A primeira partida oficial no estádio
O estádio foi inaugurado em 24 de junho de 1993, tendo como partida inicial um torneio amistoso que teve as participações de Deportivo, River Plate, São Paulo e Tenerife. O brasileiro Bebeto, do Deportivo, foi o autor do primeiro gol, mas não conseguiu evitar o empate do River (o jogo terminou 1 a 1).

## Mudança de nome
Em novembro de 2018, a prefeitura de Santiago de Compostela aprovou a mudança de nome do estádio, que passaria a se chamar Estádio Vero Boquete de San Lázaro, em homenagem à jogadora Verónica Boquete, que nasceu na cidade.